# Episodi di Iron Horse (seconda stagione)
La seconda stagione della serie televisiva Iron Horse è andata in onda negli Stati Uniti dal 16 settembre 1967 al 6 gennaio 1968 sulla ABC.
| nº | Titolo originale                 | Prima TV USA      |
| -- | -------------------------------- | ----------------- |
| 1  | Diablo                           | 16 settembre 1967 |
| 2  | Consignment , Betsy the Boiler   | 23 settembre 1967 |
| 3  | Gallows for Bill Pardew          | 30 settembre 1967 |
| 4  | Five Days to Washtiba            | 7 ottobre 1967    |
| 5  | The Silver Bullet                | 14 ottobre 1967   |
| 6  | Grapes of Grass Valley           | 21 ottobre 1967   |
| 7  | Leopards Try, but Leopards Can't | 28 ottobre 1967   |
| 8  | The Return of Hode Avery         | 4 novembre 1967   |
| 9  | Four Guns to Scalplock           | 11 novembre 1967  |
| 10 | Steel Chain to a Music Box       | 18 novembre 1967  |
| 11 | Six Hours to Sky High            | 25 novembre 1967  |
| 12 | T is for Traitor                 | 2 dicembre 1967   |
| 13 | Dealer's Choice                  | 9 dicembre 1967   |
| 14 | Wild Track                       | 16 dicembre 1967  |
| 15 | Death Has Two Faces              | 23 dicembre 1967  |
| 16 | The Prisoners                    | 30 dicembre 1967  |
| 17 | Dry Run to Glory                 | 6 gennaio 1968    |

## Diablo
- Prima televisiva: 16 settembre 1967
- Diretto da: Herb Wallerstein
- Scritto da: Terence Maples

### Trama
- Guest star: Harry Raybould (moglie di Luft), Lloyd Gough (Fitzpatrick), Strother Martin (Applegate)

## Consignment, Betsy the Boiler
- Prima televisiva: 23 settembre 1967
- Diretto da: Richard C. Sarafian
- Scritto da: Wanda Duncan, Bob Duncan

### Trama
- Guest star: Michael Constantine (Sam McGinty), Linda Marsh (Constance), Warren Vanders (Willard), Paul Lambert

## Gallows for Bill Pardew
- Prima televisiva: 30 settembre 1967
- Diretto da: Gene Nelson
- Scritto da: Bob Duncan, Wanda Duncan

### Trama
- Guest star: John Marley (Albert), Bill Zuckert (Jess), Jeff Corey (giudice), David Lewis (Wilson), Tom Heaton (Billy Pardew)

## Five Days to Washtiba
- Prima televisiva: 7 ottobre 1967
- Diretto da: László Benedek
- Scritto da: Milton S. Gelman

### Trama
- Guest star: Louise Troy (contessa), John Anderson (Olsen), Lane Bradford (Gaines), Richard Hale (Chief Saul), Makee K. Blaisdell (Long Arrow)

## The Silver Bullet
- Prima televisiva: 14 ottobre 1967
- Diretto da: Anton Leader
- Scritto da: Oliver Crawford

### Trama
- Guest star: Ellen Madison (Rose), Ken Lynch (Klate), Peter Haskell (Joel Tanner), Steve Ihnat (Ray McCoy)

## Grapes of Grass Valley
- Prima televisiva: 21 ottobre 1967
- Diretto da: Paul Henreid
- Scritto da: Stanley Adams, George F. Slavin

### Trama
- Guest star: Marie Gomez (Rosa), Victor Millan (Manuel), Émile Genest (Henri), Laurie Main (Jean Louis), Michael Abelar (Jed), John Mitchum (Zeke), Mercedes Alberti (Manuel), Charles Horvath (Sam), Chuck Hicks (Caleb), Lonny Chapman (Ike Bridger)

## Leopards Try, but Leopards Can't
- Prima televisiva: 28 ottobre 1967
- Diretto da: Leo Penn
- Scritto da: Jeri Emmett, Norman Katkov

### Trama
- Guest star: Gene Hackman (Harry Wadsworth), Sam Melville (Lloyd Barrington), Roy Barcroft (Dan Barrington)

## The Return of Hode Avery
- Prima televisiva: 4 novembre 1967
- Diretto da: Gary Nelson
- Scritto da: Harry Kronman

### Trama
- Guest star: Myron Healey (Clay Hennings), Susan Howard (Bess Hennings), Warren Oates (Hode Avery)

## Four Guns to Scalplock
- Prima televisiva: 11 novembre 1967
- Diretto da: Murray Golden
- Scritto da: Robert Leslie Bellem

### Trama
- Guest star: Warren Stevens (Morgan Kinlock), Joan Hotchkis (Catherine), Simon Scott (Falconer), Stanley Beck (Lundy)

## Steel Chain to a Music Box
- Prima televisiva: 18 novembre 1967
- Diretto da: Charles Rondeau
- Scritto da: Herman Groves

### Trama
- Guest star: Anna Wainwright, Ken Mayer, Tom Baker (Cal), Ahna Capri (Angie), Paul Petersen (Frank), Harold Stone (Josh Wyatt)

## Six Hours to Sky High
- Prima televisiva: 25 novembre 1967
- Diretto da: Paul Henreid
- Scritto da: Jack Hawn

### Trama
- Guest star: Bryan O'Byrne, Rex Holman, Sherwood Price (Gore), Fay Spain (Marian), Joe Maross (Jess), Gavin MacLeod (Merv)

## T is for Traitor
- Prima televisiva: 2 dicembre 1967
- Diretto da: Anton Leader
- Scritto da: Milton S. Gelman

### Trama
- Guest star: Woodrow Parfrey (Holmes), Kenneth Tobey (Patch), Peter Whitney (Matthew Kelso)

## Dealer's Choice
- Prima televisiva: 9 dicembre 1967
- Diretto da: Herb Wallerstein
- Scritto da: Stanley Adams, George F. Slavin

### Trama
- Guest star: Bill Quinn (predicatore), William Challee (Jake Benson), Douglas Fowley (Dusty), Duane Grey (barista), Lee Meriwether (Anne), Buck Buchanan (Hub), Hank Worden (Ed), Jack Kelly (Logan)

## Wild Track
- Prima televisiva: 16 dicembre 1967
- Diretto da: Gene Nelson
- Scritto da: Gilbert Ralston

### Trama
- Guest star: Judson Pratt (Bailey), Sidney Clute (Keller), Whit Bissell (McDougall), Alan Hewitt (Holt), Joanna Moore (Maggie Briggs)

## Death Has Two Faces
- Prima televisiva: 23 dicembre 1967
- Diretto da: Paul Henreid
- Scritto da: Gilbert Ralston

### Trama
- Guest star: Norman Alden (Benton), William Bramley (sceriffo Stevenson), John Abbott (Burris), Dabney Coleman (Archer), Joyce Van Patten (Alice)

## The Prisoners
- Prima televisiva: 30 dicembre 1967
- Diretto da: Leo Penn
- Scritto da: John Kneubuhl

### Trama
- Guest star: Henry Beckman (dottor Thompson), Willard Sage (colonnello), Karen Black (Patricia Dunne), Jim McMullan (Frank Gurney), Holly Bane (Canfley), Harlan Warde (Marshal), Edward Asner (Ned Morley)

## Dry Run to Glory
- Prima televisiva: 6 gennaio 1968
- Diretto da: Herb Wallerstein
- Scritto da: Don Tait

### Trama
- Guest star: Dennis Cooney (Billy Joe Scoffeld), Joel Fluellen (Miguel), J. D. Cannon (Victor Lamphier), Leslie Parrish (Eve Lewis), Jess Kirkpatrick (tecnico), Allen Jaffe (Dink), John McKee (Pops)